# Recoleta (Buenos Aires)
Recoleta è un barrio (quartiere) della capitale argentina Buenos Aires. È un'area di enorme interesse storico e architettonico, in particolare per il Cimitero della Recoleta e per il gran numero di istituzioni ricreative e culturali all'interno della città.

## Geografia
Recoleta è situata a nord-ovest del centro di Buenos Aires, su un dolce declivio affacciato sul Río de la Plata. Confina ad est con il barrio di Retiro, a sud San Nicolás, Balvanera e Almagro, ad ovest Palermo e a nord con il Río de la Plata.
Recoleta ha al suo interno due aree non riconosciute ufficialmente come quartieri: La Isla e Barrio Norte. La prima è una piccola ed esclusiva zona residenziale gravitante attorno a plaza Gelly y Obes. La seconda invece, ben più grande, corrisponde al settore attorno ad avenida Santa Fe e include isolati appartenenti ai quartieri di Recoleta e di Retiro.

## Storia
Il nome del quartiere origina dal Convento dei frati minori recolletti, qui insediatisi agli inizi del XVIII secolo. In epoca coloniale la zona dell'attuale Recoleta era scarsamente popolata, eccezion fatta per la presenza di qualche fattoria.
Nel 1822 il governatore generale Manuel Rodríguez autorizzò ai frati a destinare una parte dell'orto del convento a cimitero. 
In seguito alla grande epidemia di febbre gialla del 1871 le famiglie aristocratiche e benestanti che abitavano nei quartieri centrali di San Telmo e Monserrat si trasferirono a Recoleta per sfuggire al contagio. Con l'insediamento di questi nuovi facoltosi abitanti Recoleta si trasformò in pochi decenni da luogo semi-disabitato a quartiere elegante e lussuoso. Le fattorie furono rimpiazzate da sfarzosi palazzi e residenze in stile francese, mentre i sentieri campestri diventarono grandi viali alberati. Furono poi aperti estesi parchi e giardini pubblici per il passeggio che conferirono a Recoleta un aspetto verde che permane ancora oggi. L'influenza francese nel quartiere fu accentuata anche grazie alla presenza di una numerosa comunità di immigrati d'origine transalpina.

## Monumenti e luoghi d'interesse
- Cimitero della Recoleta, costruito nel 1822 per volontà di Bernardino Rivadavia, ospita i resti di alcuni dei personaggi più famosi della storia argentina tra cui Eva Perón, Juan Manuel de Rosas, William Brown, Bartolomé Mitre, Nicolás Avellaneda, Hipólito Yrigoyen, Julio Argentino Roca, Luis Federico Leloir, Raúl Alfonsín, Domingo Faustino Sarmiento.
- Basilica di Nostra Signora del Pilar, costruita nella prima metà del XVIII secolo come convento dei frati minori recolletti, è una delle chiese più antiche della capitale argentina.
- Floralis Genérica, una scultura di alluminio e acciaio raffigurante un fiore donata alla città dall'artista argentino Eduardo Catalano nel 2002.
- Palais de Glace, un tempo pista di pattinaggio e sala da ballo, ospita oggi esposizioni d'arte e mostre.
- Monumento a Bartolomé Mitre
- Monumento a Carlos María de Alvear

## Cultura

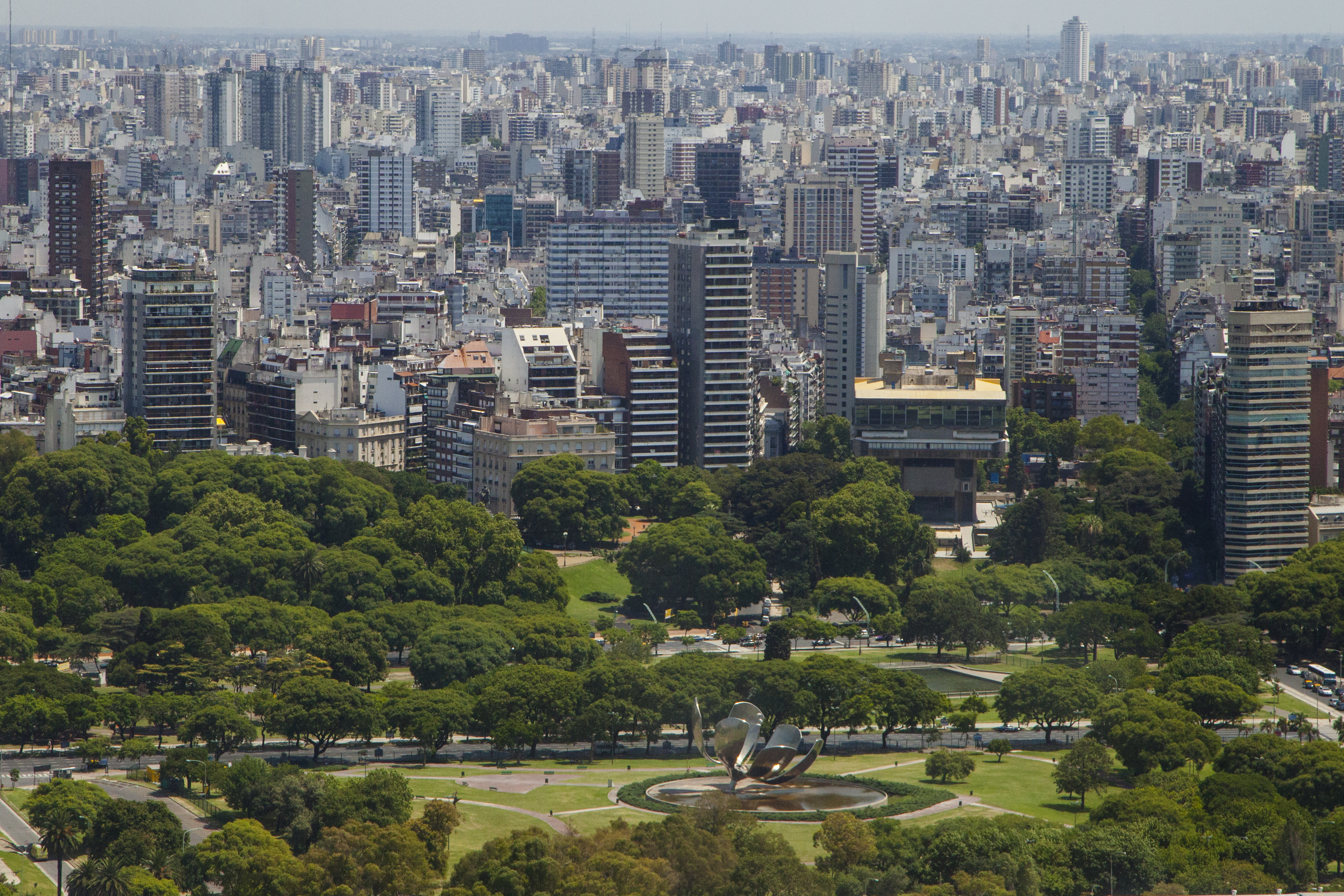
Panorama di Recoleta, in primo piano la Floralis Genérica e la Biblioteca Nazionale.

Recoleta è sede di alcune tra le istituzioni culturali più importanti di Buenos Aires. La Biblioteca nazionale della Repubblica Argentina, ultimata nel 1992 in stile brutalista, custodisce al suo interno oltre quattro milioni libri tra cui una preziosa copia de La Divina Commedia. Il Museo Nazionale delle Belle Arti ospita al suo interno opere di Tiziano, Gauguin, Rembrandt e Goya. Un tempo casa di riposo per anziani, il Centro Culturale Recoleta è oggi un'affermata istituzione culturale con all'interno diverse sale sulle arti plastiche. 
A Recoleta si trovano le facoltà di Diritto, Medicina, Odontoiatria, Farmacia e Biochimica dell'Università di Buenos Aires.

## Infrastrutture e trasporti

### Strade
Il quartiere è attraversato da alcuni dei viali più importanti dell'area nord-ovest di Buenos Aires come avenida del Libertador, avenida Figueroa Alcorta, avenida Callao, avenida Santa Fe, avenida Pueyrredón e avenida Córdoba.

### Ferrovie
Recoleta è servita dalla linea D e dalla linea H della metropolitana di Buenos Aires.

## Galleria d'immagini

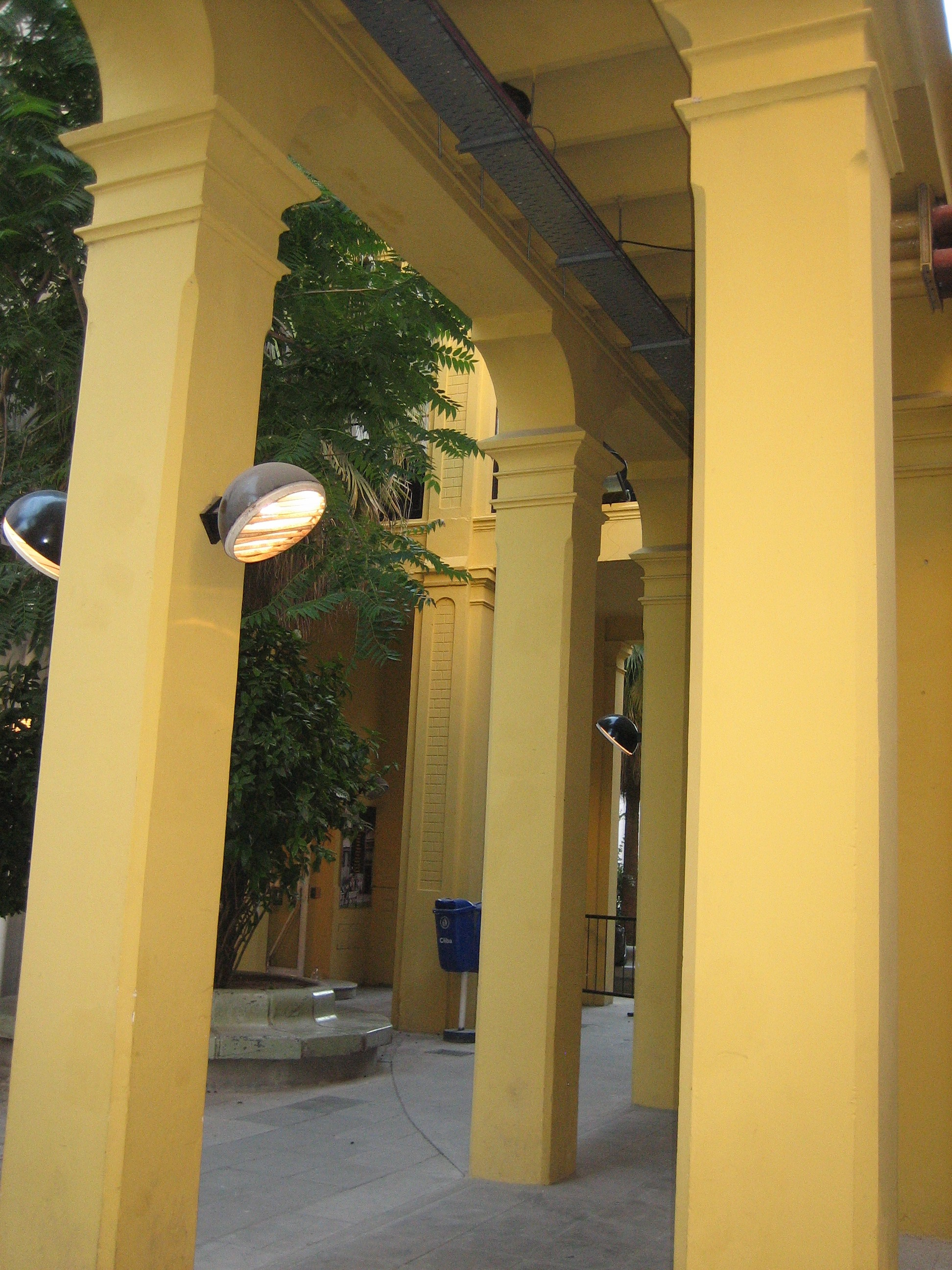
Zona del Buenos Aires Design alla Recoleta
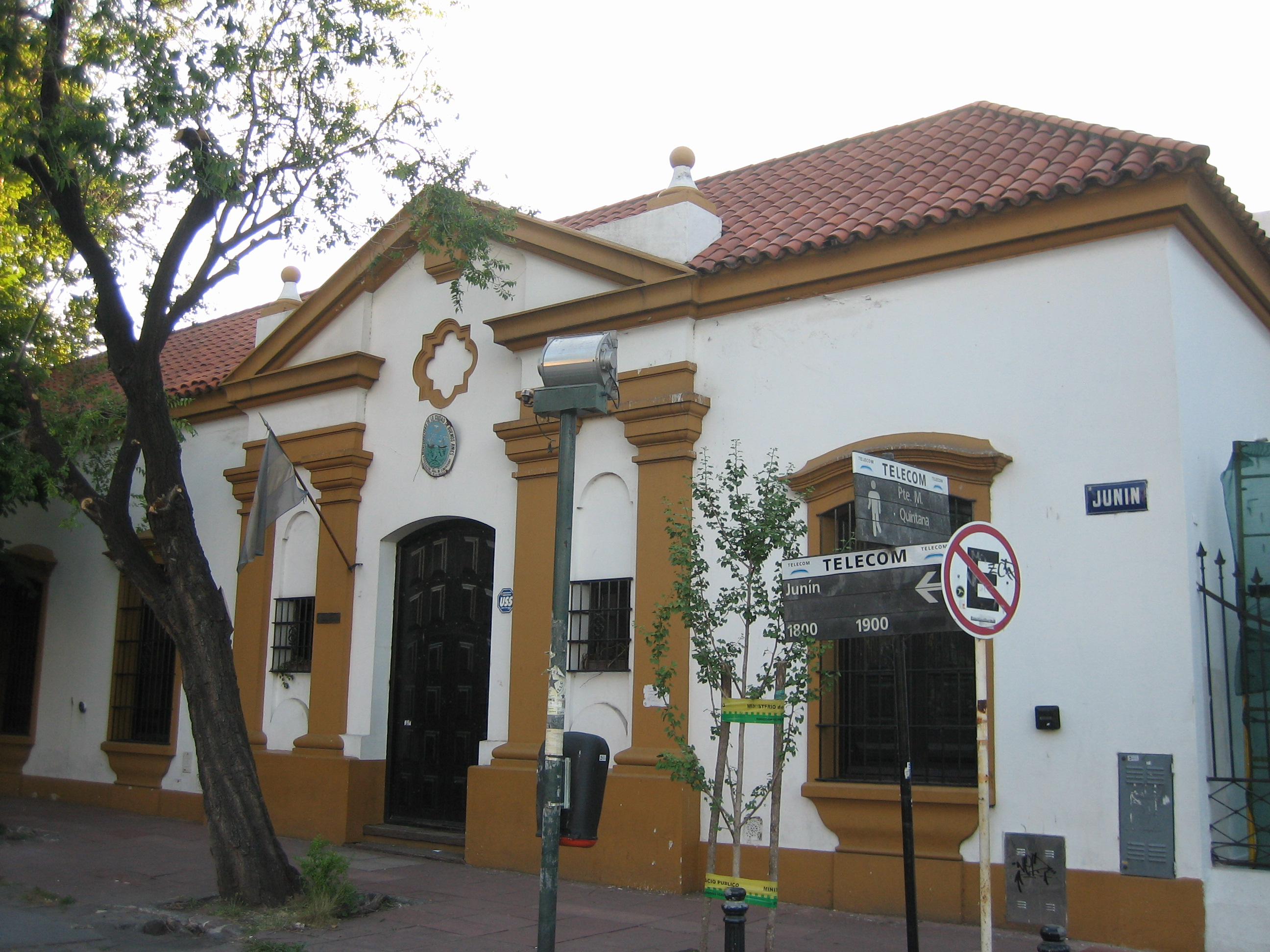
La Calle Junin
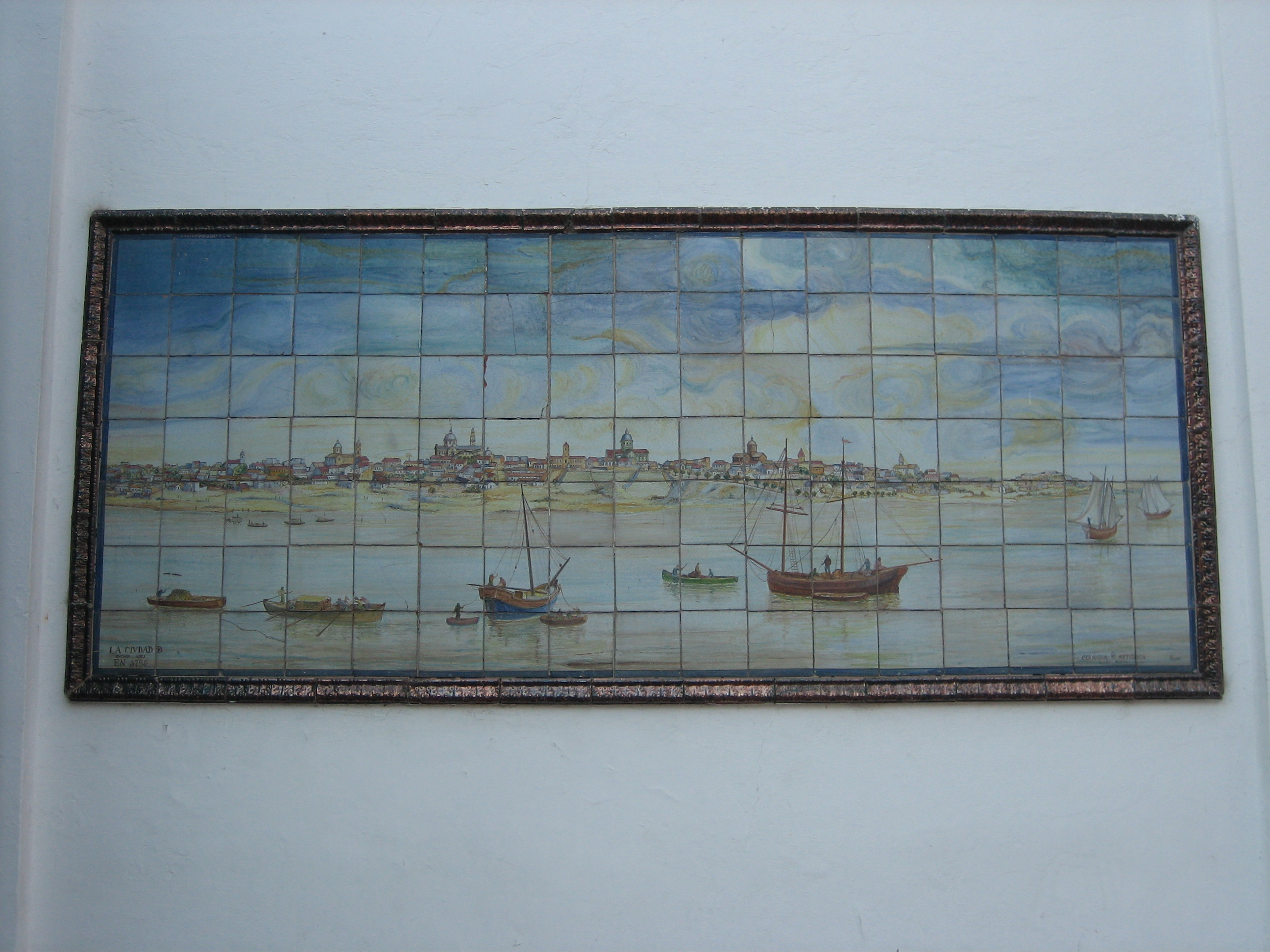
Mosaico